# Niedźwiedziowate
Niedźwiedziowate (Ursidae) – rodzina dużych, wszystkożernych ssaków z podrzędu psokształtnych (Caniformia) w obrębie rzędu drapieżnych (Carnivora) szeroko rozprzestrzenionych na półkuli północnej. W zapisie kopalnym znane są od miocenu.

## Występowanie i biotop
Niedźwiedziowate występują najliczniej na półkuli północnej. W Polsce rodzina jest obecnie reprezentowana przez jeden z największych współcześnie żyjących gatunków – niedźwiedzia brunatnego, a w przeszłości na terenie Polski występowały żyjące w pliocenie Agriotherium intermedium, Ursus wenzensis i – żyjący w plejstocenie, największy z poznanych przedstawicieli rodziny – niedźwiedź jaskiniowy.
Zwierzęta z tej rodziny zajmują różnorodne siedliska. Niedźwiedź polarny spędza większość czasu w wodzie lub na krach lodowych, jest nawet zaliczany do ssaków morskich. Pozostałe niedźwiedzie prowadzą lądowy tryb życia – żyją w tundrze, lasach i górach strefy klimatu umiarkowanego, a niektóre na terenach pustynnych, ale muszą mieć dostęp do źródeł wody. Są szeroko rozprzestrzenione. Łatwo dostosowują się do zmiennych warunków siedliskowych i źródeł pokarmu. Jedynie panda wielka związana jest z jednym typem siedliska – lasem bambusowym.

## Charakterystyka
Niedźwiedzie to duże zwierzęta o masywnym ciele, krótkiej szyi, szerokiej głowie z masywną czaszką i wydłużonym pyskiem, szczątkowym ogonie i krótkich, silnych kończynach. Najmniejszy w rodzinie jest ważący 30–65 kg biruang malajski, natomiast niedźwiedź polarny i jeden z podgatunków niedźwiedzia brunatnego – kodiak uważane są za największe z lądowych ssaków drapieżnych (Carnivora), największe samce osiągają do 800 kg masy ciała.
Uzębienie charakteryzujące się dużymi siekaczami, mocnymi kłami i szerokimi, płaskimi trzonowcami jest przystosowane do rozgryzania i rozcierania pożywienia zarówno roślinnego, jak i mięsnego. Kończyny stopochodne, 5-palczaste (u pandy wielkiej występuje wyrostek kości nadgarstka funkcjonujący jak szósty palec), podeszwy gołe lub owłosione, pazury długie, mocne i niewysuwalne, wykorzystywane do kopania i w czasie walki.

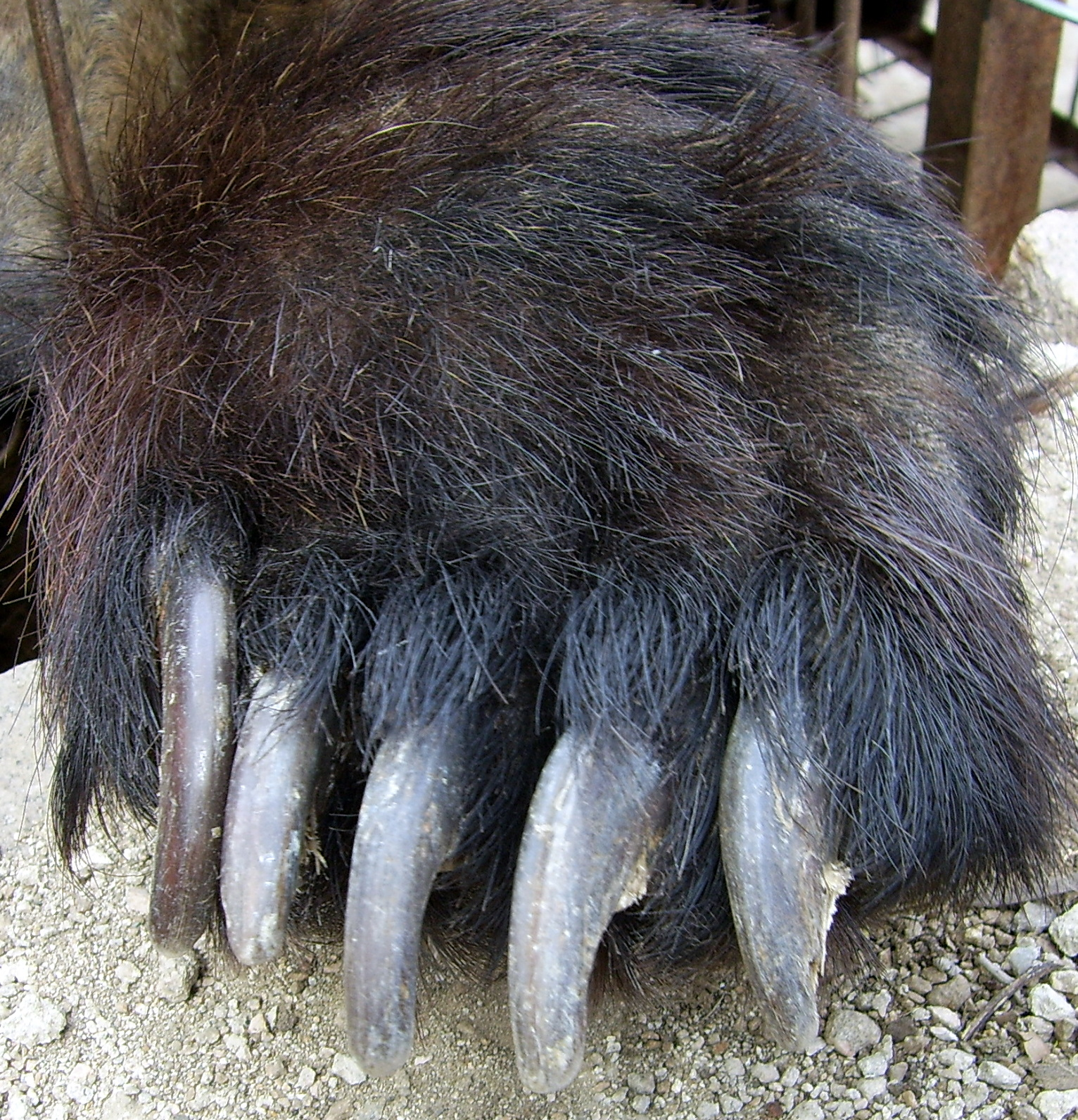
Pazury

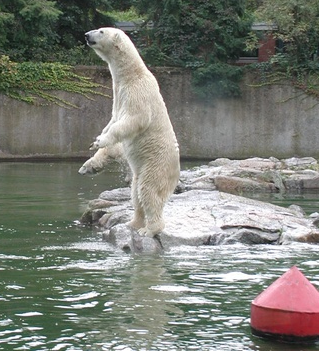
Niedźwiedź polarny w postawie dwunożnej

Ubarwienie zazwyczaj jednobarwne w odcieniach brązu, czerni lub bieli. Sierść długa i gęsta. Niedźwiedzie są wszystkożerne, ale najczęściej zjadają pokarm roślinny, zwłaszcza jagody. Nie gardzą mięsem. Wyjątkiem jest typowo mięsożerny niedźwiedź polarny.
Ze zmysłów najlepiej rozwinięty jest węch. Wargi niedźwiedzi stanowią bardzo czuły narząd dotyku. Wzrok i słuch są słabo rozwinięte. Niedźwiedzie poruszają się zwykle powoli, na czterech kończynach, ale w razie potrzeby potrafią unieść się do postawy dwunożnej, dobrze biegają, pływają, a niektóre – pomimo dużej masy – nieźle wspinają się na drzewa. Poza okresem rozrodu przebywają samotnie. Dojrzałość płciową osiągają pomiędzy 3 a 7 rokiem życia, ale rozwój fizyczny trwa u niektórych samców do 10–11 roku życia. Samice osiągają swoje maksymalne rozmiary ok. 5 roku. W klimacie zimnym lub umiarkowanym zapadają w płytki sen zbliżony do hibernacji, z tą różnicą, że temperatura ich ciała spada nieznacznie, a niedźwiedź może się łatwo wybudzić. Taki sen może trwać nawet do pół roku, a może być przerywany na skutek cieplejszej pogody.
Większość gatunków największą aktywność wykazuje w nocy. Wyjątkiem jest niedźwiedź polarny, który jest aktywny w ciągu dnia i nie zapada w zimowy sen.

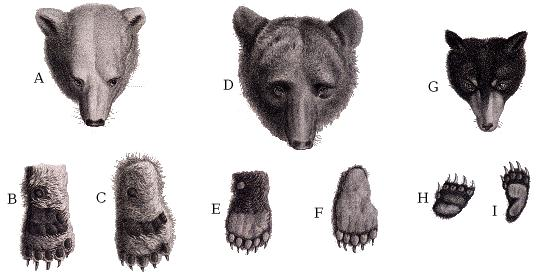
Porównanie głów i łap niedźwiedzia polarnego (A, B i C), niedźwiedzia brunatnego (D, E i F) oraz baribala (G, H i I)

Samica rodzi 1–4 młodych, co 1–4 lat. Masa urodzeniowa młodych waha się w przedziale 90–680 gramów. Rodzą się ślepe, głuche i nieowłosione lub pokryte rzadkim włosem. U gatunków zasypiających zimą poród następuje w czasie snu samicy. Młode żywią się mlekiem śpiącej matki korzystającej ze zgromadzonych przed zimą zapasów tłuszczu. Pozostają przy matce do 3 lat. Jeśli uda im się przeżyć początkowy okres, mogą żyć w warunkach naturalnych do 25 lat. W niewoli notowano osobniki żyjące ponad 50 lat. Śmiertelność wśród młodych niedźwiedzi szacowana jest w zależności od gatunku od 10–30% u niedźwiedzia polarnego do 52–86% u amerykańskiego baribala.

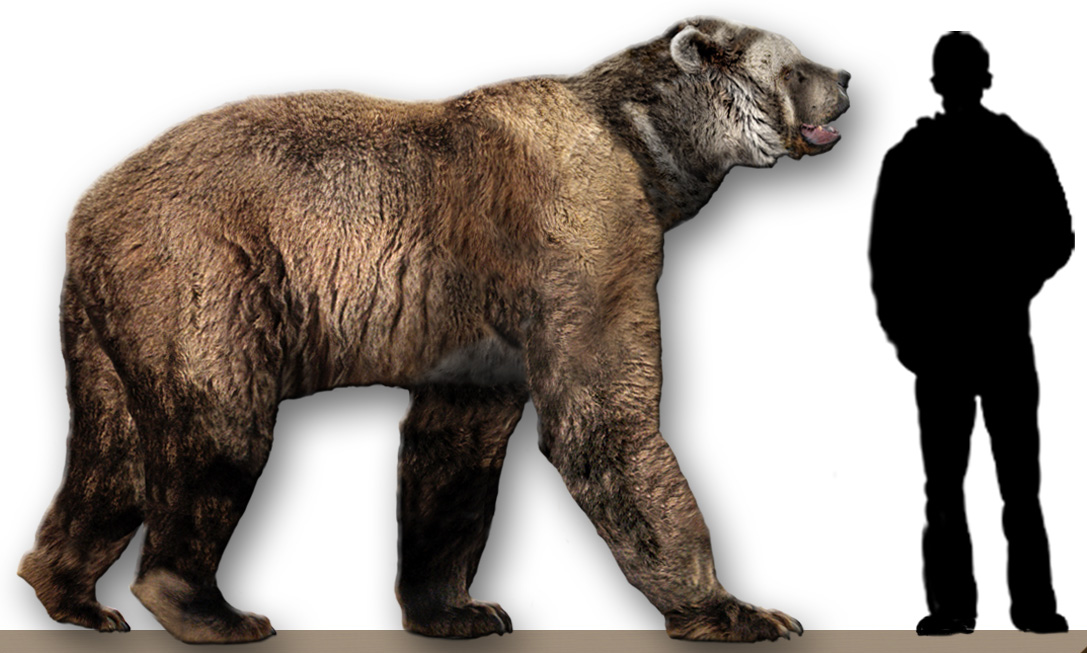
Rekonstrukcja Arctodus simus

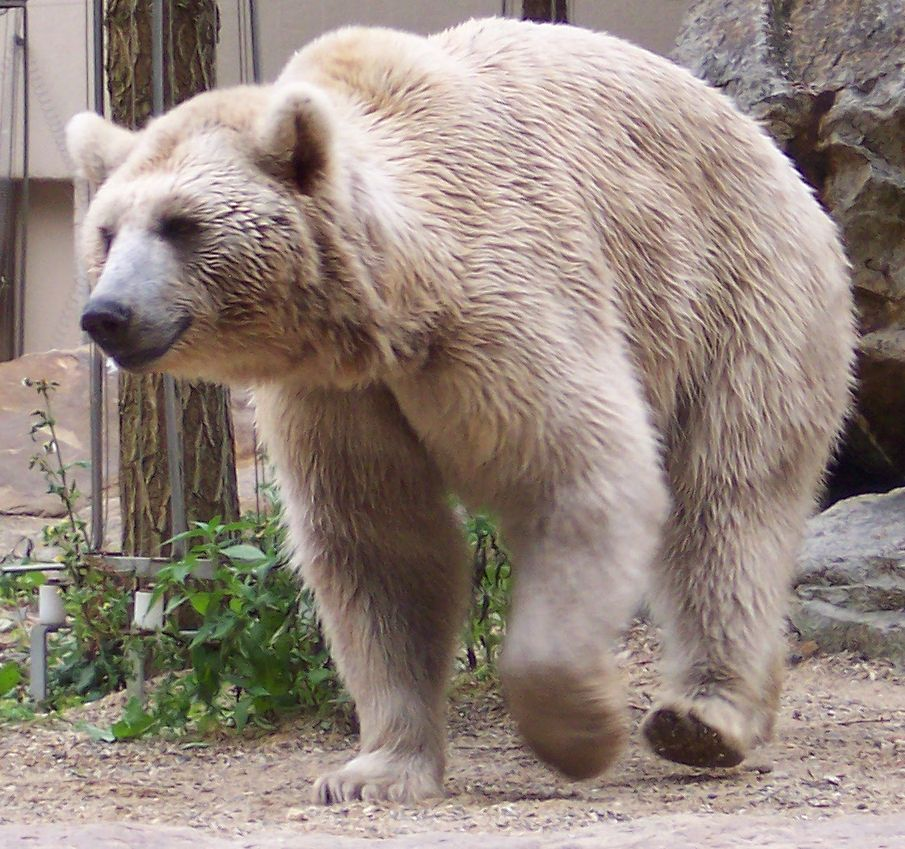
Ursus arctos syriacus – podgatunek niedźwiedzia brunatnego

## Systematyka
Przez długi czas do rodziny Ursidae zaliczano pandkę rudą i pandę wielką, a pozostałe niedźwiedzie klasyfikowano w rodzaju Ursus. Przeprowadzone badania DNA wykazały, że pandka mała znacząco różni się od niedźwiedzi i na tej podstawie została wyodrębniona do pandkowatych. Z rodzaju Ursus wyłoniono też rodzaje Helarctos, Melursus i Tremarctos. Wśród populacji niedźwiedzia brunatnego, baribala i niedźwiedzia himalajskiego wyróżniono wiele podgatunków.
W rodzinie niedźwiedziowatych wyróżniane są następujące podrodziny:
- Ailuropodinae Grevé, 1894 – jedynym występującym współcześnie przedstawicielem jest Ailuropoda melanoleuca (David, 1869) – panda wielka
- Tremarctinae Merriam & Stock, 1925 – jedynym występującym współcześnie przedstawicielem jest Tremarctos ornatus (F. Cuvier, 1825) – andoniedźwiedź okularowy
- Ursinae G. Fischer, 1817

Opisano również wymarłe rodzaje nie sklasyfikowane w żadnej z powyższych podrodzin:
- Amphicynodon Filhol, 1881[12]
- Ballusia Ginsburg & Morales, 1998[13]
- Campylocynodon Chaffee, 1954[14] – jedynym przedstawicielem był Campylocynodon personi Chaffee, 1954
- Drassonax Galbreath, 1953[15] – jedynym przedstawicielem był Drassonax harpagops Galbreath, 1953
- Pachycynodon Schlosser, 1887[16]
- Ursalveolous Diedrich, 2011[17] – jedynym przedstawicielem był Ursalveolous carpathicus Diedrich, 2011
- Ursavus Schlosser, 1899[18]
- Wangictis Bonis, Gardin & Blondel, 2019[19] – jedynym przedstawicielem był Wangictis tedfordi (Wang Banyue & Qiu Zhanxiang, 2003)

## Zagrożenia
Osobniki, które osiągnęły dojrzałość, rzadko stają się celem ataku innych drapieżników. Notowane są wprawdzie przypadki walki niedźwiedzia z tygrysem, pumą czy rosomakiem, ale należą one do rzadkości i dotyczą zwykle rywalizacji o pokarm. Młode niedźwiedzie, choć znajdują się pod troskliwą opieką matki, padają czasem ofiarą innych niedźwiedziowatych, dużych kotowatych lub psowatych. Największym zagrożeniem dla przedstawicieli rodziny jest człowiek i powodowane przez niego zmniejszanie areałów dostępnych dla niedźwiedzi. Polowania na niedźwiedzie prowadzone były już w czasach prehistorycznych.
Niedźwiedzie uważane są za zwierzęta niebezpieczne dla człowieka. Szczególnie niebezpieczne są samice opiekujące się młodymi. Niedźwiedzie atakują ludzi również w obronie pokarmu, zajmowanego terytorium lub w poczuciu zagrożenia. Czasami atakują zwierzęta gospodarskie.